# Konan Kokorékro
Konan Kokorékro est une localité du centre de la Côte d'Ivoire, et appartenant au département de Toumodi, dans la Région des Lacs. La localité de Konan Kokorékro est un chef-lieu de commune.